# Borinka
Borinka (Hongaars:Pozsonyborostyánkő) is een Slowaakse gemeente in de regio Bratislava, en maakt deel uit van het district Malacky.
Borinka telt 732 inwoners.